# Milton Ager
Milton Ager (* 6. Oktober 1893 in Chicago; † 6. Mai 1979 in Los Angeles) war ein US-amerikanischer Komponist der Tin Pan Alley, der bekannt durch Songs wie Ain’t She Sweet wurde.

## Leben und Wirken
Ager begann 1900, nachdem ihm seine Schwester ein Klavier gekauft hatte, autodidaktisch mit dem Klavierspiel. 1907 verließ er mit Abschluss die McKinley High School in New York City, arbeitete zunächst als Pausenpianist in Filmtheatern und im Vaudeville. Als Song Plugger fand er 1910 eine Anstellung beim Musikverlag Watson, Berlin, and Synder. 1913 arbeitete er bei der Meyer Music Company in Chicago. Hier veröffentlichte er mit dem Texter Charles A. Myers den Song Win her in the Old-Fashioned way. Im Sommer trat er als Interpret seiner eigenen Songs unter anderem in Indiana in Elwood und im Opernhaus von Alexandria auf. Neben Win her in the Old-Fashioned way sang er die Songs Meet me in the vale of dreams, I wish I had a doll und  Mechanical Living man. 1914 wechselte er für den Verlag nach New York und begann Songs zu arrangieren und zu komponieren. Anfang der 1920er Jahre traf er den Liedtexter Jack Yellen, mit dem erste Hiterfolge wie Everything Is Peaches Down in Georgia (1918) und Anything Is Nice If it Comes from Dixieland (1919) entstanden, die beide von Grant Clarke interpretiert wurden. Sophie Tucker machte die Ager/Yellen-Songs Lovin’ Sam (The Sheik of Alabam) (1922), Louisville Lou (1923) und Mama Goes Where Papa Goes (1923) populär. Ein weiterer Ager/Yellen-Song war I Wonder What’s Become of Sally. 
1927 kamen Ager und Yellen mit fünf Songs in die Hitparaden, mit Ain’t That a Grand and Glorious Feeling, Crazy Word, Crazy Time, Is She Still My Girlfriend und Forgive Me; der größte Hit ihrer Zusammenarbeit wurde in diesem Jahr der Song Ain’t She Sweet, eine Erfolgsnummer für Ben Bernie und in den frühen 1960ern für The Beatles. 1929 zogen Ager und Yellen nach Hollywood, wo sie I'm the Last of the Red Hot Mamas für Sophie Tucker in dem Film Hony Tonk (1929) schrieben. Nach dem Titelsong für den Film Glad Rag Doll und dem Hit Happy Days Are Here Again (1928, in Deutschland bekannt als Wochenend und Sonnenschein durch die Comedian Harmonists) trennte sich das Team Ager/Yellen. Nach Filmmusiken wie Der Jazzkönig (1930) und Napoleon vom Broadway (1934) setzte sich Ager 1944 zur Ruhe. 1972 wurde er in die Songwriters Hall of Fame aufgenommen. 
Ager war von 1922 bis zu seinem Tod 1979 mit der Filmkritikerin und Journalistin Cecelia Ager verheiratet. Aus der Ehe gingen zwei Töchter hervor, darunter die Journalistin Shana Alexander (angeblich komponierte er Ain’t She Sweet für sie als Baby). Ager liegt auf dem Westwood Village Memorial Park Cemetery in Los Angeles begraben.